# 90210 (Fernsehserie)/Episodenliste

Logo zur Serie

Diese Episodenliste enthält alle Episoden der US-amerikanischen Drama- und Jugendserie 90210 sortiert nach der US-amerikanischen Erstausstrahlung. Zwischen 2008 und 2013 entstanden in fünf Staffeln 114 Episoden mit einer Länge von jeweils etwa 40 Minuten.

## Übersicht
| Staffel | Episodenanzahl | Erstausstrahlung USA | Erstausstrahlung USA | Deutschsprachige Erstausstrahlung | Deutschsprachige Erstausstrahlung |
| Staffel | Episodenanzahl | Staffelpremiere      | Staffelfinale        | Staffelpremiere                   | Staffelfinale                     |
| ------- | -------------- | -------------------- | -------------------- | --------------------------------- | --------------------------------- |
| 1       | 24             | 2. September 2008    | 19. Mai 2009         | 18. April 2009                    | 24. Oktober 2009                  |
| 2       | 22             | 8. September 2009    | 18. Mai 2010         | 10. Januar 2011                   | 27. Juni 2011                     |
| 3       | 22             | 13. September 2010   | 16. Mai 2011         | 28. November 2011                 | 16. April 2012                    |
| 4       | 24             | 13. September 2011   | 15. Mai 2012         | 3. September 2012                 | 11. März 2013                     |
| 5       | 22             | 8. Oktober 2012      | 13. Mai 2013         | 18. März 2013                     | 2. September 2013                 |

## Staffel 1
Die Erstausstrahlung der ersten Staffel war vom 2. September 2008 bis zum 19. Mai 2009 auf dem US-amerikanischen Sender The CW zu sehen. Die deutschsprachige Erstausstrahlung der ersten 18 Episoden sendete der deutsche Free-TV-Sender ProSieben vom 18. April bis zum 15. August 2009. Die weiteren Episoden sendete der österreichische Free-TV-Sender ORF eins vom 12. September bis zum 24. Oktober 2009.
| Nr. (ges.) | Nr. (St.) | Deutscher Titel             | Originaltitel                        | Erstausstrahlung USA | Deutschsprachige Erstausstrahlung (D/A) | Regie              | Drehbuch                               |
| ---------- | --------- | --------------------------- | ------------------------------------ | -------------------- | --------------------------------------- | ------------------ | -------------------------------------- |
| 1          | 1         | Willkommen in Beverly Hills | We’re Not in Kansas Anymore          | 2. Sep. 2008         | 18. Apr. 2009                           | Mark Piznarski     | Rob Thomas, Gabe Sachs & Jeff Judah    |
| 2          | 2         | Der Jetset                  | The Jet Set                          | 2. Sep. 2008         | 25. Apr. 2009                           | Wendey Stanzler    | Gabe Sachs, Jeff Judah & Darlene Hunt  |
| 3          | 3         | Glückstreffer               | Lucky Strike                         | 9. Sep. 2008         | 2. Mai 2009                             | Mark Piznarski     | Jill Gordon                            |
| 4          | 4         | Die neue Regisseurin        | The Bubble                           | 16. Sep. 2008        | 9. Mai 2009                             | Sarah Pia Anderson | Dailyn Rodriguez                       |
| 5          | 5         | Die Nacht der Träume        | Wide Awake and Dreaming              | 23. Sep. 2008        | 16. Mai 2009                            | Paul Lazarus       | Sean Reycraft                          |
| 6          | 6         | Die Fashion Show            | Model Behavior                       | 30. Sep. 2008        | 23. Mai 2009                            | J. Miller Tobin    | Jason Ning                             |
| 7          | 7         | Die Friedhofparty           | Hollywood Forever                    | 7. Okt. 2008         | 30. Mai 2009                            | Norman Buckley     | Caprice Crane                          |
| 8          | 8         | Freundinnen                 | There’s No Place like Homecoming     | 28. Okt. 2008        | 6. Juni 2009                            | Tony Wharmby       | Darlene Hunt                           |
| 9          | 9         | Geheimnisse und Lügen       | Secrets and Lies                     | 4. Nov. 2008         | 13. Juni 2009                           | Nick Marck         | Dailyn Rodriguez                       |
| 10         | 10        | Spielchen                   | Games People Play                    | 11. Nov. 2008        | 20. Juni 2009                           | Wendey Stanzler    | Kristin Long                           |
| 11         | 11        | Zickenterror                | That Which We Destroy                | 18. Nov. 2008        | 27. Juni 2009                           | Melanie Mayron     | Caprice Crane Idee: Allison Schroeder  |
| 12         | 12        | Der falsche Sohn            | Hello, Goodbye, Amen                 | 6. Jan. 2009         | 4. Juli 2009                            | Stuart Gillard     | Jennifer Cecil                         |
| 13         | 13        | Ich liebe dich              | Love Me or Leave Me                  | 13. Jan. 2009        | 11. Juli 2009                           | Wendey Stanzler    | Paul Sciarrotta                        |
| 14         | 14        | Antonius & Kleopatra        | By Accident                          | 20. Jan. 2009        | 18. Juli 2009                           | Michael Grossman   | Michael Sonnenschein                   |
| 15         | 15        | Hilf mir, Rhonda            | Help Me, Rhonda                      | 3. Feb. 2009         | 25. Juli 2009                           | Liz Friedlander    | Jason Ning                             |
| 16         | 16        | Valentinstag                | Of Heartbreaks and Hotels            | 10. Feb. 2009        | 1. Aug. 2009                            | J. Miller Tobin    | Sean Reycraft                          |
| 17         | 17        | Silvers Film                | Life’s a Drag                        | 31. März 2009        | 8. Aug. 2009                            | Wendey Stanzler    | Caprice Crane                          |
| 18         | 18        | Wo ist Silver?              | Off the Rails                        | 7. Apr. 2009         | 15. Aug. 2009                           | Jason Priestley    | Steven Hanna                           |
| 19         | 19        | Welcome Home, Donna         | Okaeri, Donna!                       | 14. Apr. 2009        | 12. Sep. 2009                           | Stuart Gillard     | Jennie Snyder Urman & Rebecca Sinclair |
| 20         | 20        | Das Zeichen                 | Between a Sign and a Hard Place      | 21. Apr. 2009        | 19. Sep. 2009                           | Rob Estes          | Rebecca Sinclair & Jennie Snyder Urman |
| 21         | 21        | Himmel oder Hölle           | The Dionysian Debacle                | 28. Apr. 2009        | 3. Okt. 2009                            | Jamie Babbit       | Jennie Snyder Urman                    |
| 22         | 22        | Die Party ist vorbei        | The Party’s Over                     | 5. Mai 2009          | 10. Okt. 2009                           | Melanie Mayron     | Jennifer Cecil                         |
| 23         | 23        | Null-Toleranz               | Zero Tolerance                       | 12. Mai 2009         | 17. Okt. 2009                           | Nick Marck         | Gayle Abrams & Jennie Snyder Urman     |
| 24         | 24        | Ades Baby                   | One Party Can Ruin Your Whole Summer | 19. Mai 2009         | 24. Okt. 2009                           | Wendey Stanzler    | Rebecca Sinclair                       |

## Staffel 2
Die Erstausstrahlung der zweiten Staffel war vom 8. September 2009 bis zum 18. Mai 2010 auf dem US-amerikanischen Sender The CW zu sehen. Die deutschsprachige Erstausstrahlung sendete der deutsche Free-TV-Sender sixx vom 10. Januar bis zum 27. Juni 2011.
| Nr. (ges.) | Nr. (St.) | Deutscher Titel               | Originaltitel                     | Erstausstrahlung USA | Deutschsprachige Erstausstrahlung (D) | Regie             | Drehbuch                               |
| ---------- | --------- | ----------------------------- | --------------------------------- | -------------------- | ------------------------------------- | ----------------- | -------------------------------------- |
| 25         | 1         | Auf zu neuen Anfängen         | To New Beginnings!                | 8. Sep. 2009         | 10. Jan. 2011                         | Stuart Gillard    | Rebecca Sinclair                       |
| 26         | 2         | Naomis Rache                  | To Sext or Not to Sext            | 15. Sep. 2009        | 17. Jan. 2011                         | Tony Wharmby      | Jennie Snyder Urman                    |
| 27         | 3         | Teddys Party                  | Sit Down, You’re Rocking the Boat | 22. Sep. 2009        | 24. Jan. 2011                         | Janice Cooke      | Mark Driscoll                          |
| 28         | 4         | Der Pornokönig                | The Porn King                     | 29. Sep. 2009        | 31. Jan. 2011                         | James L. Conway   | Maria Maggenti & Jordan Budde          |
| 29         | 5         | Naomis Schlachtplan           | Environmental Hazards             | 6. Okt. 2009         | 7. Feb. 2011                          | Jamie Babbit      | Padma L. Atluri & Jennie Snyder Urman  |
| 30         | 6         | Wildlachs aus Alaska          | Wild Alaskan Salmon               | 13. Okt. 2009        | 21. Feb. 2011                         | Liz Friedlander   | Mark Driscoll                          |
| 31         | 7         | Die Neue im Team              | Unmasked                          | 20. Okt. 2009        | 28. Feb. 2011                         | J. Miller Tobin   | Jennie Snyder Urman                    |
| 32         | 8         | Weibliche Intuition           | Women’s Intuition                 | 3. Nov. 2009         | 7. März 2011                          | Stuart Gillard    | Rebecca Sinclair                       |
| 33         | 9         | Die Reise zum Mond            | A Trip to the Moon                | 10. Nov. 2009        | 14. März 2011                         | Rick Rosenthal    | Jennie Snyder Urman & Paul Sciarrotta  |
| 34         | 10        | Bleib dir treu                | To Thine Own Self Be True         | 17. Nov. 2009        | 21. März 2011                         | Mike Listo        | Ben Dougan                             |
| 35         | 11        | Die Falle                     | And Away They Go!                 | 1. Dez. 2009         | 28. März 2011                         | Harry Sinclair    | Rebecca Sinclair & Natalie Krinsky     |
| 36         | 12        | Die Weihnachtsparty           | Winter Wonderland                 | 8. Dez. 2009         | 4. Apr. 2011                          | David Warren      | Jennie Snyder Urman                    |
| 37         | 13        | Ratten und Helden             | Rats and Heroes                   | 9. März 2010         | 11. Apr. 2011                         | Stuart Gillard    | Mark Driscoll & Padma L. Atluri        |
| 38         | 14        | Kämpfe                        | Girl Fight!                       | 16. März 2010        | 18. Apr. 2011                         | Fred Gerber       | Rebecca Sinclair & Jennie Snyder Urman |
| 39         | 15        | Besuch aus der Vergangenheit  | What’s Past Is Prologue           | 23. März 2010        | 2. Mai 2011                           | Norman Buckley    | Daniel Arkin                           |
| 40         | 16        | Naomi gegen Cannon            | Clark Raving Mad                  | 30. März 2010        | 9. Mai 2011                           | Stuart Gillard    | Tod Himmel                             |
| 41         | 17        | Feuchte Hände und weiche Knie | Sweaty Palms and Weak Knees       | 6. Apr. 2010         | 16. Mai 2011                          | Krishna Rao       | Ben Dougan                             |
| 42         | 18        | Noch eine zweite Chance       | Another, Another Chance           | 13. Apr. 2010        | 23. Mai 2011                          | Millicent Shelton | Scott Weinger                          |
| 43         | 19        | Der Eignungstest              | Multiple Choices                  | 27. Apr. 2010        | 30. Mai 2011                          | Liz Friedlander   | Paul Sciarrotta                        |
| 44         | 20        | Triff meinen Vater            | Meet the Parent                   | 4. Mai 2010          | 6. Juni 2011                          | Stuart Gillard    | Jessica Chaffin                        |
| 45         | 21        | Javianna                      | Javianna                          | 11. Mai 2010         | 20. Juni 2011                         | James L. Conway   | Jennie Snyder Urman                    |
| 46         | 22        | Geständnisse                  | Confessions                       | 18. Mai 2010         | 27. Juni 2011                         | Rebecca Sinclair  | Rebecca Sinclair                       |

## Staffel 3
Die Erstausstrahlung der dritten Staffel war vom 13. September 2010 bis zum 16. Mai 2011 auf dem US-amerikanischen Sender The CW zu sehen. Die deutschsprachige Erstausstrahlung sendete der deutsche Free-TV-Sender sixx vom 28. November 2011 bis zum 16. April 2012.
| Nr. (ges.) | Nr. (St.) | Deutscher Titel            | Originaltitel                       | Erstausstrahlung USA | Deutschsprachige Erstausstrahlung (D) | Regie             | Drehbuch                                                  |
| ---------- | --------- | -------------------------- | ----------------------------------- | -------------------- | ------------------------------------- | ----------------- | --------------------------------------------------------- |
| 47         | 1         | Abschlussjahr, Baby        | Senior Year, Baby                   | 13. Sep. 2010        | 28. Nov. 2011                         | Stuart Gillard    | Jennie Snyder Urman                                       |
| 48         | 2         | Naomis Erbe                | Age of Inheritance                  | 20. Sep. 2010        | 5. Dez. 2011                          | Liz Friedlander   | Padma L. Atluri                                           |
| 49         | 3         | Visionen 2021              | 2021 Vision                         | 27. Sep. 2010        | 12. Dez. 2011                         | Millicent Shelton | Tod Himmel                                                |
| 50         | 4         | Der verhasste Stiefbruder  | The Bachelors                       | 4. Okt. 2010         | 19. Dez. 2011                         | David Warren      | David S. Rosenthal                                        |
| 51         | 5         | Krieg mich, wenn du kannst | Catch Me if You Cannon              | 11. Okt. 2010        | 2. Jan. 2012                          | James L. Conway   | Terrence Coli                                             |
| 52         | 6         | Oscars Rache               | How Much Is That Liam in the Window | 25. Okt. 2010        | 6. Jan. 2012                          | Stuart Gillard    | David S. Rosenthal & Jennie Snyder Urman                  |
| 53         | 7         | Awards & Drogen            | I See London, I See France…         | 1. Nov. 2010         | 6. Jan. 2012                          | Krishna Rao       | Scott Weinger                                             |
| 54         | 8         | Vorbilder                  | Mother Dearest                      | 8. Nov. 2010         | 6. Jan. 2012                          | Oz Scott          | Paul Sciarrotta                                           |
| 55         | 9         | Adrianna Superstar         | They’re Playing Her Song            | 15. Nov. 2010        | 9. Jan. 2012                          | Rob Hardy         | Jennie Snyder Urman & Jenna Lamia                         |
| 56         | 10        | Pläne                      | Best Lei’d Plans                    | 29. Nov. 2010        | 16. Jan. 2012                         | David Warren      | David S. Rosenthal & Deborah Schoeneman                   |
| 57         | 11        | Geoutet!                   | Holiday Madness                     | 6. Dez. 2010         | 23. Jan. 2012                         | Dennis Smith      | Rebecca Sinclair                                          |
| 58         | 12        | Lügner                     | Liars                               | 24. Jan. 2011        | 30. Jan. 2012                         | Stuart Gillard    | Tod Himmel                                                |
| 59         | 13        | Guru Sona                  | It’s Getting Hot in Here            | 31. Jan. 2011        | 6. Feb. 2012                          | Liz Friedlander   | David S. Rosenthal                                        |
| 60         | 14        | Erpressung                 | All About a Boy                     | 7. Feb. 2011         | 13. Feb. 2012                         | Harry Sinclair    | Paul Sciarrotta                                           |
| 61         | 15        | Rachefeldzug mit Streber   | Revenge with the Nerd               | 14. Feb. 2011        | 20. Feb. 2012                         | Millicent Shelton | Terrence Coli                                             |
| 62         | 16        | Annie flippt aus           | It’s High Time                      | 21. Feb. 2011        | 27. Feb. 2012                         | Krishna Rao       | Padma L. Atluri                                           |
| 63         | 17        | Traurige Naomi             | Blue Naomi                          | 28. Feb. 2011        | 5. März 2012                          | Elizabeth Allen   | David S. Rosenthal                                        |
| 64         | 18        | Viva Mexiko                | The Enchanted Donkey                | 18. Apr. 2011        | 12. März 2012                         | David Paymer      | Rebecca Sinclair & Paul Sciarrotta Idee: Rebecca Sinclair |
| 65         | 19        | Kleine Streber-Geheimnisse | Nerdy Little Secrets                | 25. Apr. 2011        | 19. März 2012                         | Harry Sinclair    | David Rosenberg                                           |
| 66         | 20        | Glückstanga                | Women on the Verge                  | 2. Mai 2011          | 26. März 2012                         | Stuart Gillard    | Scott Weinger & Jenna Lamia                               |
| 67         | 21        | Fatale Hilfe               | The Prom Before the Storm           | 9. Mai 2011          | 2. Apr. 2012                          | Mike Listo        | David S. Rosenthal & Terrence Coli                        |
| 68         | 22        | Auf die Zukunft            | To the Future!                      | 16. Mai 2011         | 16. Apr. 2012                         | Rebecca Sinclair  | Rebecca Sinclair & Paul Sciarrotta                        |

## Staffel 4
Die Erstausstrahlung der vierten Staffel war vom 13. September 2011 bis zum 15. Mai 2012 auf dem US-amerikanischen Sender The CW zu sehen. Die deutschsprachige Erstausstrahlung sendete der deutsche Free-TV-Sender sixx vom 3. September 2012 bis zum 11. März 2013.
| Nr. (ges.) | Nr. (St.) | Deutscher Titel                    | Originaltitel                          | Erstausstrahlung USA | Deutschsprachige Erstausstrahlung (D) | Regie             | Drehbuch                    |
| ---------- | --------- | ---------------------------------- | -------------------------------------- | -------------------- | ------------------------------------- | ----------------- | --------------------------- |
| 69         | 1         | Der Antrag                         | Up In Smoke                            | 13. Sep. 2011        | 3. Sep. 2012                          | Elizabeth Allen   | Patti Carr & Lara Olsen     |
| 70         | 2         | Mutproben                          | Rush Hour                              | 20. Sep. 2011        | 10. Sep. 2012                         | Elizabeth Allen   | Terrence Coli               |
| 71         | 3         | Griechische Tragödien              | Greek Tragedy                          | 27. Sep. 2011        | 17. Sep. 2012                         | Rob Hardy         | Paul Sciarrotta             |
| 72         | 4         | Lasst die Spiele beginnen          | Let the Games Begin                    | 4. Okt. 2011         | 24. Sep. 2012                         | Millicent Shelton | Jenna Lamia                 |
| 73         | 5         | Die Wahlparty                      | Party Politics                         | 11. Okt. 2011        | 1. Okt. 2012                          | Cherie Nowlan     | Marjorie David              |
| 74         | 6         | Der Talentwettbewerb               | Benefit of the Doubt                   | 18. Okt. 2011        | 8. Okt. 2012                          | James L. Conway   | Liz Phang                   |
| 75         | 7         | Die Videobeichte                   | It’s the Great Masquerade, Naomi Clark | 1. Nov. 2011         | 15. Okt. 2012                         | David Warren      | Brian Dawson                |
| 76         | 8         | Viva Las Vegas                     | Vegas, Maybe?                          | 8. Nov. 2011         | 22. Okt. 2012                         | Stuart Gillard    | Scott Weinger               |
| 77         | 9         | Tausend Worte                      | A Thousand Words                       | 15. Nov. 2011        | 29. Okt. 2012                         | Millicent Shelton | Chris Atwood                |
| 78         | 10        | Brennende Herzen                   | Smoked Turkey                          | 22. Nov. 2011        | 5. Nov. 2012                          | Jerry Levine      | Miriam Trogdon              |
| 79         | 11        | Modekrieg                          | Project Runaway                        | 29. Nov. 2011        | 12. Nov. 2012                         | Harry Sinclair    | Allen Clary                 |
| 80         | 12        | Oh, Holly                          | O Holly Night                          | 6. Dez. 2011         | 26. Nov. 2012                         | Stuart Gillard    | Paul Sciarrotta             |
| 81         | 13        | Neues Jahr, neue Wege              | Should Old Acquaintance Be Forgot?     | 17. Jan. 2012        | 17. Dez. 2012                         | Cherie Nowlan     | Jenna Lamia                 |
| 82         | 14        | Mutterliebe                        | Mama Can You Hear Me?                  | 24. Jan. 2012        | 17. Dez. 2012                         | Stuart Gillard    | Scott Weinger               |
| 83         | 15        | Alte Freundinnen                   | Trust, Truth and Traffic               | 31. Jan. 2012        | 7. Jan. 2013                          | Bethany Rooney    | Marjorie David              |
| 84         | 16        | Männer denken anders               | No Good Deed                           | 7. Feb. 2012         | 14. Jan. 2013                         | Stuart Gillard    | Chris Atwood                |
| 85         | 17        | Der Sexshop                        | Babes in Toyland                       | 6. März 2012         | 21. Jan. 2013                         | Michael Zinberg   | Liz Phang                   |
| 86         | 18        | Blut ist dicker als Schlamm        | Blood Is Thicker than Mud              | 13. März 2012        | 28. Jan. 2013                         | Stuart Gillard    | Paul Sciarrotta             |
| 87         | 19        | Liebe hört nie auf                 | The Heart Will Go On                   | 20. März 2012        | 4. Feb. 2013                          | Matthew Diamond   | Patti Carr                  |
| 88         | 20        | Die irische Trauerfeier            | Blue Ivy                               | 27. März 2012        | 11. Feb. 2013                         | Stuart Gillard    | Terrence Coli               |
| 89         | 21        | Geld oder Liebe                    | Bride and Prejudice                    | 24. Apr. 2012        | 18. Feb. 2013                         | Sanaa Hamri       | William H. Brown            |
| 90         | 22        | Schade, schade                     | ’Tis Pity                              | 1. Mai 2012          | 25. Feb. 2013                         | Harry Sinclair    | Scott Weinger               |
| 91         | 23        | Freiheit für die Fische            | A Tale of Two Parties                  | 8. Mai 2012          | 4. März 2013                          | Rob Hardy         | Terrence Coli & Jenna Lamia |
| 92         | 24        | Rede jetzt oder schweige für immer | Forever Hold Your Peace                | 15. Mai 2012         | 11. März 2013                         | Harry Sinclair    | Lara Olsen                  |

## Staffel 5
Die Erstausstrahlung der fünften Staffel war vom 8. Oktober 2012 bis zum 13. Mai 2013 auf dem US-amerikanischen Sender The CW zu sehen. Die deutschsprachige Erstausstrahlung sendete der deutsche Free-TV-Sender sixx vom 18. März bis zum 2. September 2013.
| Nr. (ges.) | Nr. (St.) | Deutscher Titel                | Originaltitel                                 | Erstausstrahlung USA | Deutschsprachige Erstausstrahlung (D) | Regie             | Drehbuch                         |
| ---------- | --------- | ------------------------------ | --------------------------------------------- | -------------------- | ------------------------------------- | ----------------- | -------------------------------- |
| 93         | 1         | Bis dass der Tod uns scheidet  | Till Death Do Us Part                         | 8. Okt. 2012         | 18. März 2013                         | Stuart Gillard    | Patti Carr                       |
| 94         | 2         | Zeitenwende                    | The Sea Change                                | 15. Okt. 2012        | 25. März 2013                         | Bethany Rooney    | Lara Olsen                       |
| 95         | 3         | Alles nur Spaß?                | It’s All Fun and Games                        | 22. Okt. 2012        | 15. Apr. 2013                         | Cherie Nowlan     | Brian Dawson                     |
| 96         | 4         | Verloren in der Wildnis        | Into the Wild                                 | 5. Nov. 2012         | 22. Apr. 2013                         | Hanelle Culpepper | Chris Atwood                     |
| 97         | 5         | Hackeralarm                    | Hate 2 Love                                   | 12. Nov. 2012        | 29. Apr. 2013                         | Sanaa Hamri       | Chris Alberghini & Mike Chessler |
| 98         | 6         | Er oder ich?                   | The Con                                       | 19. Nov. 2012        | 6. Mai 2013                           | Harry Sinclair    | Terrence Coli                    |
| 99         | 7         | 99 Probleme                    | 99 Problems                                   | 26. Nov. 2012        | 13. Mai 2013                          | Michael Zinberg   | William H. Brown                 |
| 100        | 8         | Das Ehemaligentreffen          | 902-100                                       | 3. Dez. 2012         | 27. Mai 2013                          | Harry Sinclair    | Scott Weinger                    |
| 101        | 9         | Fehler aus Liebe               | The Things We Do for Love                     | 10. Dez. 2012        | 3. Juni 2013                          | Matthew Diamond   | Marjorie David                   |
| 102        | 10        | Geteiltes Leid ist halbes Leid | Misery Loves Company                          | 21. Jan. 2013        | 10. Juni 2013                         | Anton Cropper     | Allen Clary                      |
| 103        | 11        | Raus aus Kansas                | We’re Not Not in Kansas Anymore               | 28. Jan. 2013        | 17. Juni 2013                         | Cherie Nowlan     | Liz Phang                        |
| 104        | 12        | Lebensträume                   | Here Comes Honey Bye Bye                      | 4. Feb. 2013         | 24. Juni 2013                         | Stuart Gillard    | Liz Sczudlo                      |
| 105        | 13        | Schwere Trennung               | #realness                                     | 11. Feb. 2013        | 1. Juli 2013                          | Mike Listo        | Chris Alberghini & Mike Chessler |
| 106        | 14        | Noch ein Halbbruder            | Brother from Another Mother                   | 18. Feb. 2013        | 8. Juli 2013                          | Benny Boom        | Chris Atwood                     |
| 107        | 15        | Naomis Schock                  | Strange Brew                                  | 25. Feb. 2013        | 15. Juli 2013                         | Bethany Rooney    | Brian Dawson                     |
| 108        | 16        | Die Investorin                 | Life’s a Beach                                | 4. März 2013         | 22. Juli 2013                         | Michael Zinberg   | William H. Brown                 |
| 109        | 17        | Hangover                       | Dude, Where’s My Husband?                     | 11. März 2013        | 29. Juli 2013                         | Matthew Diamond   | Liz Phang                        |
| 110        | 18        | Autorin X                      | A Portrait of the Artist as a Young Call Girl | 15. Apr. 2013        | 5. Aug. 2013                          | Bethany Rooney    | Scott Weinger                    |
| 111        | 19        | New York, New York             | The Empire State Strikes Back                 | 22. Apr. 2013        | 12. Aug. 2013                         | Stuart Gillard    | Allen Clary                      |
| 112        | 20        | Wie gewonnen, so zerronnen     | You Can’t Win ’Em All                         | 29. Apr. 2013        | 19. Aug. 2013                         | Michael Zinberg   | Patti Carr                       |
| 113        | 21        | Der Skandal-Prinz              | Scandal Royale                                | 6. Mai 2013          | 26. Aug. 2013                         | David Warren      | Terrence Coli & Paul Sciarrotta  |
| 114        | 22        | Ende und Anfang                | We All Fall Down                              | 13. Mai 2013         | 2. Sep. 2013                          | Harry Sinclair    | Lara Olsen                       |